# جون غرينير
جون غرينير (بالإنجليزية: John Grenier)‏ هو محامي وضابط أمريكي، ولد في 24 أغسطس 1930 في نيو أورلينز في الولايات المتحدة، وتوفي في 6 نوفمبر 2007 في هيوستن في الولايات المتحدة بسبب سرطان الرئة.